# ایوان پدرلی
ایوان پدرلی (انگلیسی: Ivan Pedrelli؛ زادهٔ ۸ آوریل ۱۹۸۶) بازیکن فوتبال اهل ایتالیا است.
از باشگاه‌هایی که در آن بازی کرده‌است می‌توان به باشگاه فوتبال هلاس ورونا، باشگاه فوتبال فوجا، باشگاه فوتبال بولونیا، باشگاه فوتبال ونتزیا، باشگاه فوتبال بنونتو، و باشگاه فوتبال لیورنو اشاره کرد.
وی همچنین در تیم ملی فوتبال زیر ۲۰ سال ایتالیا بازی کرده‌است.